# Karine Dalmais
Karine Depine-Dalmais née le 22 mars 1972, est une coureuse cycliste professionnelle française.

## Palmarès sur route

### Championnats du monde
- Hamilton 2003
  - 38e de la course en ligne

### Par années
- 2000
  - 2e de la coupe de France
- 2001
  - 3e de Ronde du Mont Pujols
- 2002
  - 3e de Tour féminin en Limousin
- 2003
  - 3e de Tour du Genevois

### Grands tours

#### La Grande Boucle
- 2005 : 7e

## Palmarès en VTT
- 2005
  - Val Thorens - Marathon
  - 2e de Roc d`Azur - cross country